# Cirrina
Sous-ordre
Synonymes
- Cirrata 
Grimpe, 1916
- Cirroctopoda 
Young, 1989

Les Cirrates, Cirrina ou Cirrata, constituent un sous-ordre d'animaux de l'ordre des octopodes. Ils ont deux nageoires latérales et une paire de cils à chaque ventouses. Ce sont des octopodes pélagiques vivant dans les abysses, entre 2 000 et 4 000 m de profondeur. Ils sont abusivement appelés pieuvres, alors qu'ils n'ont que peu de points communs avec les octopodes benthiques. Le terme « cirrate » vient du synonyme « Cirrata » créé par Georg von Grimpe.

## Description
Initialement les deux groupes d'octopodes, celui-ci et les Incirrina, ont été créés en tenant compte des sortes de cils (cirres) disposés à côté des ventouses sous les bras. Le nom des sous-ordres en témoigne, les cirrates disposent d'une paire de cils à chaque ventouses, cirri en latin, tandis que les Incirrina n'en ont pas.
À la différence des autres octopodes, les bras des cirrates sont liés par une ombrelle et elles n'ont pas de bras copulateur (hectocotyle). Leur radula, leur poche d'encre et leurs glandes salivaires postérieures ont régressé.
Ces espèces ont également la particularité d'avoir une structure interne, un résidu coquillier, le vestige de la coquille que l'on rencontre chez bon nombre de mollusques.

## Alimentation
Ils se nourrissent de petits crustacés planctoniques et autres animalcules, ce qui explique la perte de leur radula et le développement d'une ombrelle et de cirres pour capturer ces minuscules proies.

## Liste des familles
Selon World Register of Marine Species (23 avril 2024) :
- famille Cirroctopodidae  M. A. Collins & Villenueva, 2006
- famille Cirroteuthidae W. Keferstein, 1866
- famille Grimpoteuthidae  O'Shea, 1999
- famille Opisthoteuthidae  A. E. Verrill, 1896
- famille Stauroteuthidae Grimpe, 1916

BioLib (23 janvier 2022) y ajoute :
- famille Grimpoteuthididae O'Shea, 1999 (Opisthoteuthidae pour WoRMS)
- famille Luteuthididae O'Shea, 1999 (Opisthoteuthidae pour WoRMS)

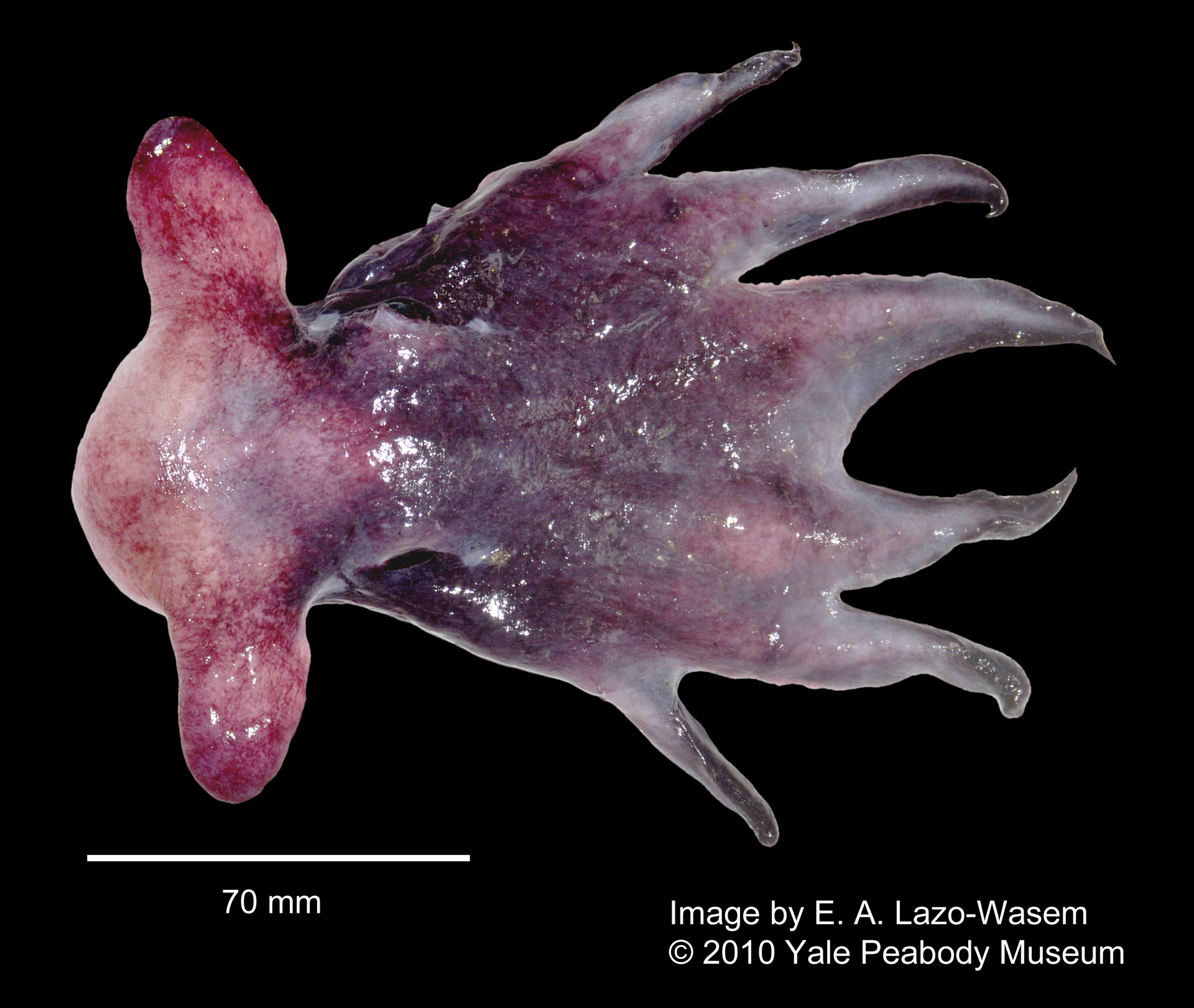
Cirroctopus sp. (Cirroctopodidae)
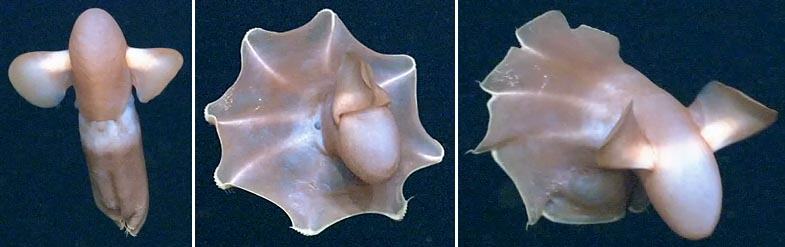
Cirroteuthis muelleri (Cirroteuthidae)
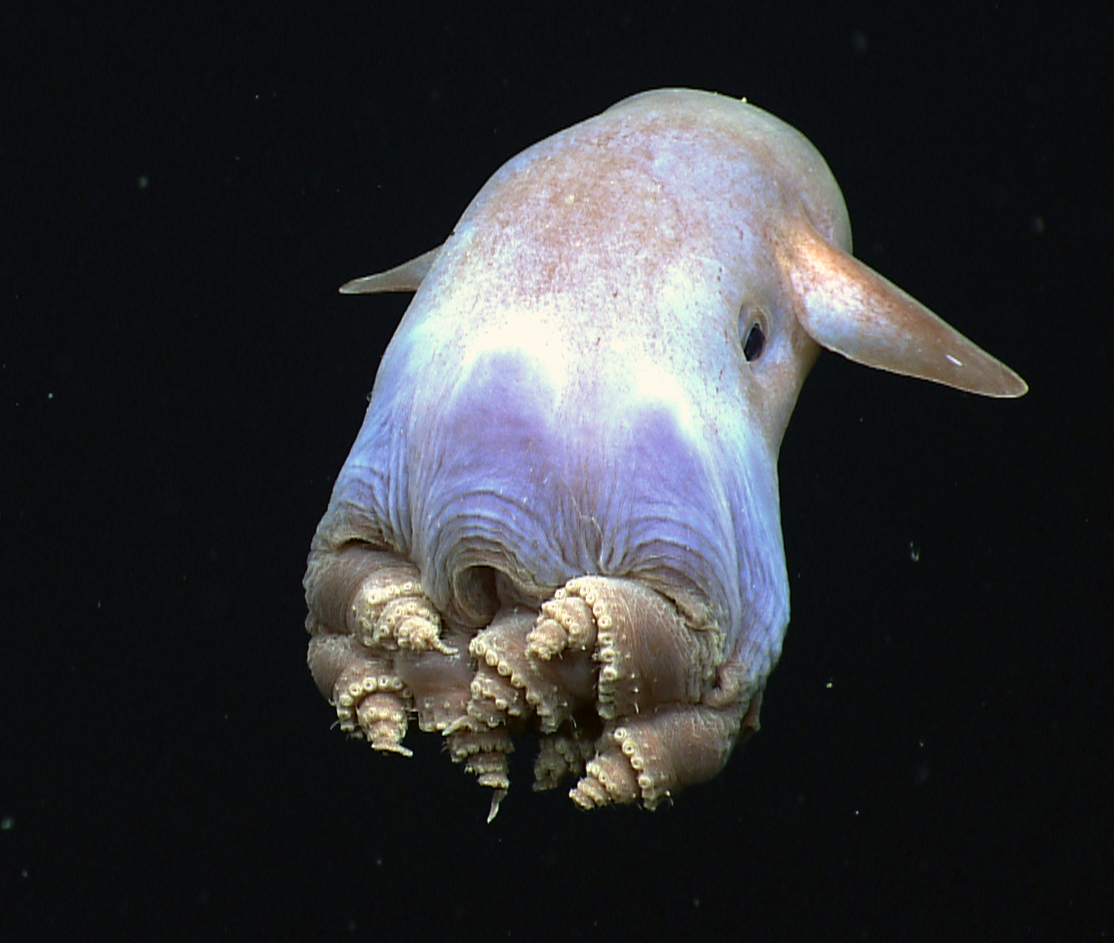
Grimpoteuthis sp. (Opisthoteuthidae)
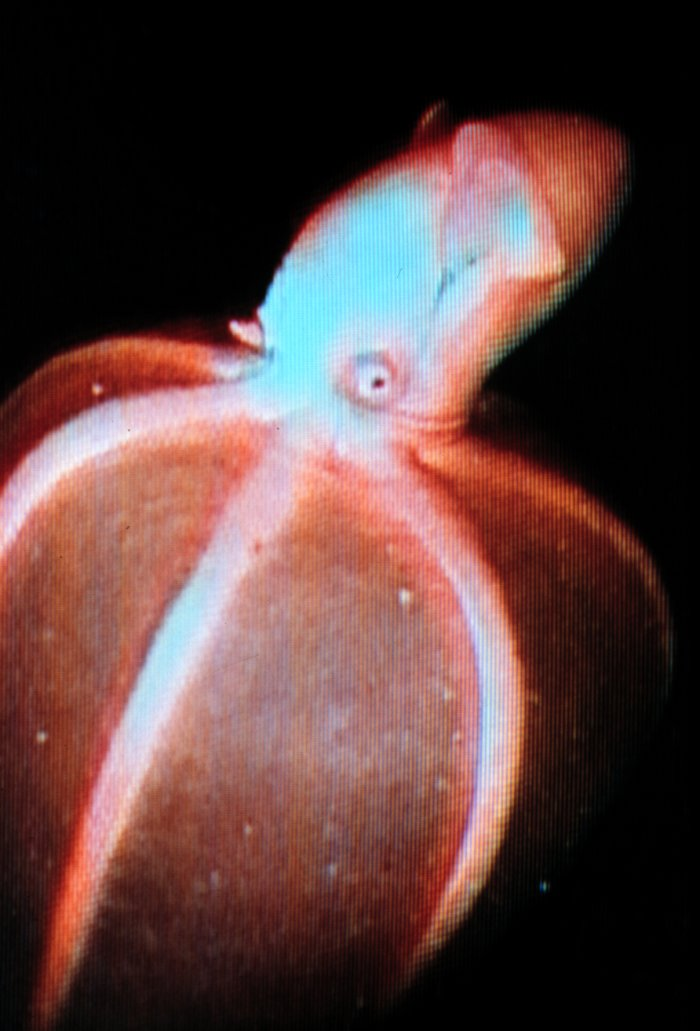
Stauroteuthis syrtensis (Stauroteuthidae)